# 스베레 앙케 우스달

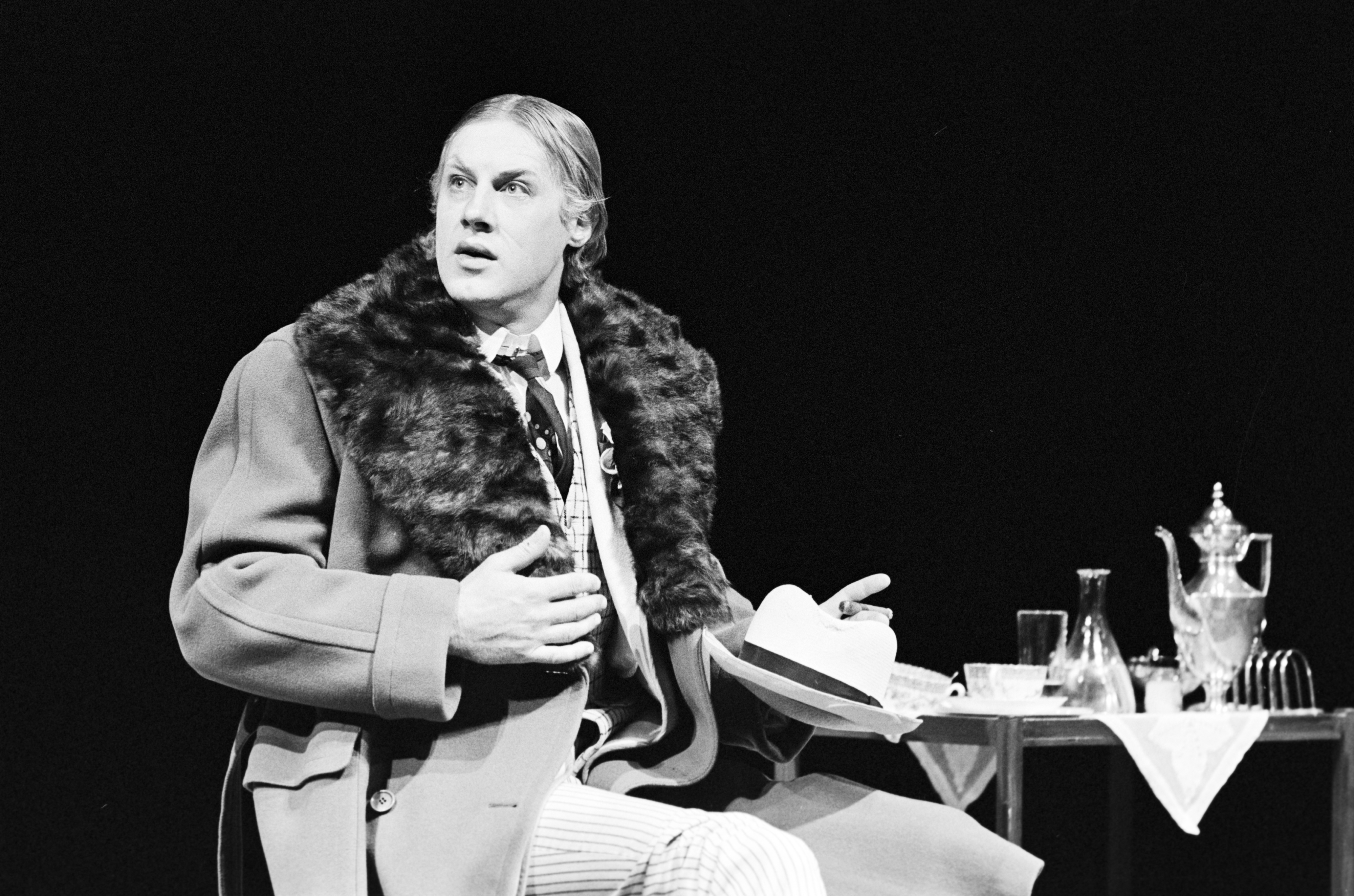

스베레 앙케 우스달(Sverre Anker Ousdal, 1944년 7월 18일 ~ )은 노르웨이의 배우, 텔레비전 배우이다.
플레케피오르에서 태어났다.

## 영화
- 베일 오브 트와일라잇 (2014년)
- 시크릿 라이프 오브 워즈 (2005년)
- 크로싱 (2004년)
- 키친 스토리 (2003년)
- 유토피아 (2002년)
- 모두가 앨리스를 사랑해 (2002년)
- 에바의 눈 (1999년)
- 불면증 (1997년)
- 크레도 (1997년)
- 함순 (1996년)
- 타슌가 (1996년)
- 크리스틴 라브란다터 (1995년)
- 음모의 이스탄불 (1989년)
- 아이슬랜드의 모험 (1988년)
- 태양의 그림자(영어판) (1988년)
- 더 아일랜드 앳 더 톱 오브 더 월드 (1974년) - 건너 역